# Frederic Kenyon

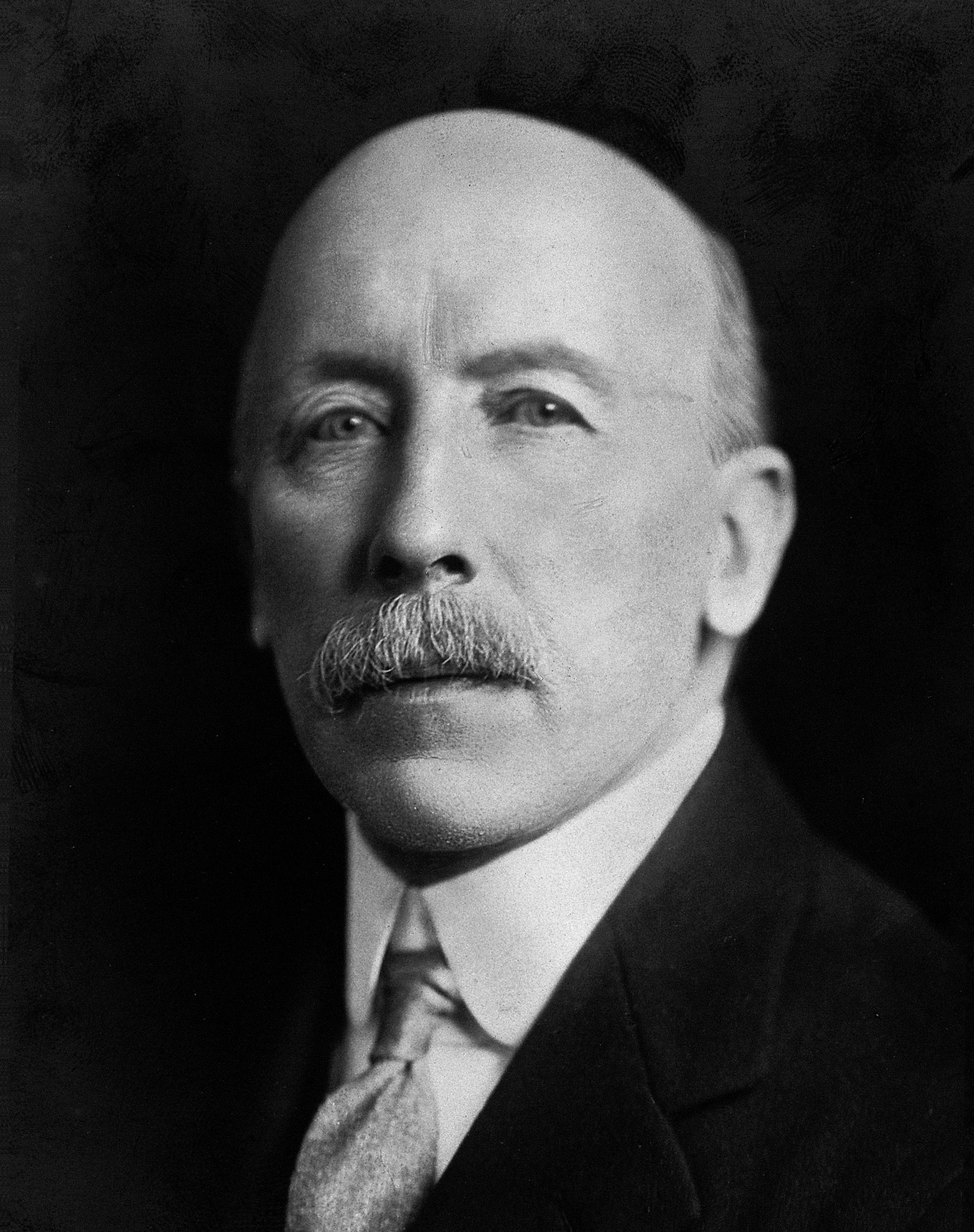
Frederic George Kenyon

Frederic George Kenyon fue un arqueólogo y papirólogo británico nacido el 15 de enero de 1863 y fallecido el 23 de agosto de 1952.
Trabajó en excavaciones importantes en el Oriente Próximo (en Tell es Sultán, Jericó) en los años 1920, lo que inició los estudios prehistóricos sobre el Neolítico. Otras expediciones en Ur y Carquemis contaron con su colaboración experta.
Fue director del Museo Británico de 1909 a 1930, colaborando en la edición de papiros que contenían grandes obras de la literatura griega clásica, así como en la difusión del conocimiento sobre manuscritos bíblicos (como los de la colección Chester Beatty, siglo II).
Su hija Kathleen Kenyon colaboró extensamente en sus proyectos arqueológicos, siguiendo sus pasos en el campo de la investigación prehistórica.
De 1917 a 1921 fue presidente de la Academia Británica. También publicó diversos libros sobre arqueología y la Biblia.

## Obras
- Handbook to the Textual Criticism of the New Testament (Manual de Crítica Textual del Nuevo Testamento). (1912)
- The Bible and Archæology. (1940)
- The Bible and Modern Scholarship. (1948)
- The Story of the Bible.
- Our Bible and Ancient Manuscripts.[2]